# Потонули градови
„Потонули градови” је југословенска телевизијска серија снимљена 1979. године у продукцији Телевизије Београд.

Комплетна ТВ екипа ▼
| Редитељ              | Петар Ђурић        |             |
| Сценариста           | Петар Ђурић        |             |
| Директор фотографије | Томислав Бутковић  |             |
| Директор фотографије | Радомир Јовановић  |             |
| Директор фотографије | Радослав Јовановић |             |
| Монтажер             | Војислав Антонић   |             |
| Монтажер             | Гордана Милић      |             |
| Одсек за звук        | Ђорђе Ђуровић      | тон мајстор |
| Одсек за звук        | Ратомир Кусић      | тон мајстор |
| Одсек за звук        | Радослав Миљковић  | тон мајстор |